# ميشيل كوتيه
ميشيل كوتيه هو سياسي كندي، ولد في 13 سبتمبر 1942 في مدينة كيبك في كندا. نشط حزبياً في الحزب الكندي التقدمي المحافظ. وقد انتخب عضو مجلس العموم الكندي.